# Cornelia Cnoop

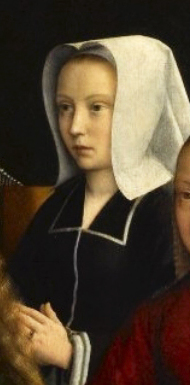
Cornelia Cnoop, geportretteerd op het schilderij Virgo inter Virgines van haar man, Gerard David.

Cornelia Cnoop (ca. 1460 - na 1530) was een Zuid-Nederlandse kunstenaarsvrouw en vermeend kunstschilder. Ze was getrouwd met de beroemde Brugse kunstschilder Gerard David.

## Biografie
Cornelia Cnoop werd rond 1460 geboren te Brugge als dochter van de goudsmid Jacob Cnoop de Jongere en Catherine uter Vorst. Het huwelijk tussen haar ouders kwam grotendeels voort uit de overeenkomende beroepsgroepen van beide families. De vader van Catherine, Lodewijk uter Vorst, was edelsmid.
Cnoop kwam dus van twee kanten voort uit een familie van smeden. Het trouwen binnen dezelfde beroepsgroep was in de vijftiende eeuw een zeer gangbaar fenomeen. De afkomst van een persoon bepaalde in die tijd voor een groot deel de sociale status en de sociale omgeving waarin diegene zich bevond. Dit werd gestimuleerd door de ambachtsgroepen. De ambachtsgroepen in Brugge (net als elders in de Nederlanden) bepaalden of iemand een bepaald beroep mocht uitoefenen. Kinderen van ambachtslieden hoefden geen inschrijfgeld extra te betalen als leerling in het ambacht van de ouder(s), en daarom was trouwen binnen dezelfde beroepsgroep zeer gunstig.
Ondanks haar afkomst trouwde Cnoop in 1496 met de kunstschilder Gerard David. David was in die tijd in Brugge een zeer veelbelovend kunstenaar. Daarom was dit huwelijk gunstig voor beide families: David kreeg toegang tot een machtige en invloedrijke Brugse familie, de familie van Cnoop profiteerde van het aanzien van de schilderkunsten van David. Gedurende hun huwelijk kregen ze samen één dochter, Barbara.
De carrière van zowel Cnoop als David eindigde echter minder voorspoedig. David belandde na een ruzie met een collega-schilder omstreeks 1520 kort in de gevangenis, hetgeen zijn reputatie bepaald geen goed deed. Daarnaast was het aantal opdrachten dat hij kreeg in de jaren voor 1520 sterk gedaald, waardoor zijn schulden steeds groter werden. Na de dood van David in 1523 probeerde Cnoop zijn schulden af te betalen, maar dit lukte niet. Nadat zowel financiële als mentale problemen haar te veel werden, werd ze in 1526 failliet verklaard en onder curatele geplaatst. Omstreeks 1530 trouwde ze met iemand van buiten Brugge en verliet de stad. Hoe haar leven daarna verliep, is vooralsnog niets over bekend.

## Kunstenares?
In 1509 werd Cnoop door haar echtgenoot David geportretteerd op zijn beroemde werk Virgo inter Virgines (Musée des Beaux-Arts de Rouen). De ‘maagd tussen de maagden’ was een populair afgebeeld fenomeen in de Nederlanden en het Heilige Roomse Rijk gedurende de late middeleeuwen. Het schilderij betreft een afbeelding van Maria met het kind Jezus in haar armen, omringd door een aantal heilige maagden. In de linker- en rechterhoek staan achter in het schilderij respectievelijk David en Cnoop afgebeeld. Toepasselijk voor het thema van het schilderij schonk David het schilderij aan een vrouwenklooster in Brugge.
David wordt door kunsthistorici aan de hand van zijn motieven en composities omschreven als een van de laatste Vlaamse Primitieven, maar tegelijkertijd als een van de pioniers van nieuwe kunststromingen aan de hand van zijn thema’s. Over de kunstwerken en stijl van Cornelia Cnoop is weinig bekend. De Amerikaanse kunsthistoricus Charles Cuttler omschreef Cnoop als een miniaturist, maar gaf geen voorbeelden van werken die door haar geschilderd zouden zijn.
Een werk dat aan het eind van de negentiende eeuw door de kunsthistoricus James Weale aan Cnoop werd toegeschreven, is het miniatuurtriptiekje Maagd Maria met Kind, Sint Barbara en Sint Catharina, geschilderd tussen ca. 1518 en 1522. Weale had veel onderzoek gedaan naar de Vlaamse Primitieven en kwam tot de conclusie dat zowel Cornelia Cnoop als haar dochter Barbara miniatuurschilders zouden zijn geweest.
De kunsthistorici Leen Huet en Jan Grieten stellen in hun overzichtswerk dat er geen aanwijzingen zijn dat Barbara David ook maar een kunstwerk zou hebben geschilderd. Daarnaast stellen Huet en Grieten dat er geen bewijs is om het triptiekje aan Cornelia Cnoop toe te schrijven. Tegenwoordig wordt het betreffende werkje toegekend aan Simon Bening, een Vlaamse miniaturist die in dezelfde periode als Cnoop leefde en een groot deel van zijn leven werkte en woonde in Brugge.
Ondanks dat er volgens Huet en Grieten geen reden is om aan te nemen dat Cnoop zelf als schilder actief was, is zij weldegelijk een interessant figuur voor historici om meer te weten te komen over het vijftiende- en zestiende-eeuwse Vlaamse kunstenaarsleven en de sociale structuur van steden in die tijd. Het verhaal van Cnoop geeft een inkijk in hoe huwelijken gesloten werden tussen verschillende aanzienrijke families om hun invloed, macht en aanzien te verbreden.
Daarnaast geeft het netwerk van Cnoop in Brugge inzicht in de betrokkenheid van vrouwen binnen vroegmoderne schildergilden en schilderambachten. Zo is bijvoorbeeld bekend dat de nonnen van het klooster in Sion (waaraan David zijn Virgo inter Virgines had geschonken) zich actief bezighielden met het illustreren van manuscripten. Maar ook in Brugge zelf waren vrouwen zeer actief binnen de vijftiende-eeuwse kunstwereld. Uit de archieven van Brugse schildergilden blijkt dat vrouwen ook lid waren van de gilden en ambachten, zelf ateliers bezaten en toegelaten konden worden als leerling bij een meester (of meesteres). Ondanks dat Cnoop dus zelf waarschijnlijk niet actief was als kunstschilder, geeft haar leven wel een goede inkijk in de activiteiten van vrouwelijke schilders en de sociale hiërarchie in laatmiddeleeuws Brugge.